# Национальный музей Бейрута
Национальный музей Бейрута (араб. متحف بيروت الوطنيّ‎) — главный исторический и археологический музей Ливана. Находится в столице страны. Коллекция музея начала формироваться до Второй мировой войны, однако официально музей открылся в 1942 году. Музей содержит более 100 000 экспонатов, большинство которых было обнаружено во время раскопок Дирекции античности. В экспозиции можно увидеть около 1300 объектов, представленных в хронологическом порядке, начиная с доисторических времен и до мамлюкского периода.

### История
В 1919 году небольшая группа древних артефактов, собранных французским офицером по имени Раймонд Вайль, была выставлена во временном музее в здании на улице Жоржа Пико в Бейруте.
Учредительный комитет с целью сбора средств для строительства музея был создан в 1923 году. Музей планировали строить на земельном участке, расположенном по дороге в Дамаск, недалеко от ипподрома. Планы, представленные архитекторами Антуаном Нахасом и Пьером Лепренсом Ринге, были приняты комитетом, который возглавлял Бишара эль-Хури, тогдашний премьер-министр и министр образования и изящных искусств Ливанской Республики.
Строительные работы начались в 1930 году и были завершены в 1937 году. Музей был открыт 27 мая 1942 года Альфредом Наккашем, тогдашним президентом Ливанской Республики. В 1937 году куратор Бейрутского музея эмир Морис Чехаб заявил, что в новом здании будут размещены все древности, обнаруженные на территории Ливана. Морис Чехаб играл важную роль в развитии музея и ливанской археологии вообще и является признанным отцом современной ливанской археологии.
До 1975 года посетители музея могли любоваться большой коллекцией предметов, охватывающих очень длинный хронологический период, от предыстории до XIX века. В течение 30 лет коллекция музея значительно увеличилась за счёт артефактов, найденных в ходе раскопок (саркофаги, мозаики, украшения, монеты, керамика, изделия из дерева, оружие). Национальный музей считается одним из самых значительных музеев Ближнего Востока из-за его богатой коллекции. Однако его важность заключается в том, что он является частью Главного управления древностей: раскопки, проводимые последним, постоянно добавляют новые предметы к богатству выставленных коллекций.

#### Период гражданской войны
Во время гражданской войны в Ливане, которая началась в 1975 году и продолжалась более 15 лет Национальный музей и Главное управление древностей находились на демаркационной линии, известной как «Музейная аллея». Музей подвергался обстрелам, бомбежкам и был превращен в казармы. Первые защитные меры внутри музея были инициированы куратором музея и отцом современной Морисом Чехабом и его женой. Уязвимые мелкие артефакты сняли с витрин и спрятали в кладовых в подвале, который затем замуровали, запретив доступ на нижние этажи. На первом этаже мозаики, установленные в полу, были покрыты слоем бетона. Статуи и саркофаги были защищены мешками с песком. Когда в 1982 году ситуация достигла апогея, более тяжелые артефакты были заключены в деревянную и бетонную обшивку.
Во время войны некоторые предметы были разграблены и сейчас выставлены в турецких музеях, а другие проданы с аукциона. По иронии судьбы, они были украдены из внешних хранилищ, в основном в Библосе и Сидоне, где они хранились, чтобы избежать повреждений и грабежей.
После декларации о прекращении огня в 1991 году подвалы были затоплены водой, колонны были пробиты осколками снарядов, стены покрыты граффити, которые оставили военные, использовавшие музей как военный бункер. Здание в египетском стиле и коллекции музея понесли значительные убытки. Несколько документов (карты, фотографии, записи), а также 45 ящиков с археологическими предметами сгорели во время артиллерийского огня. Часть обгоревших экспонатов сейчас выставлены в одном из залов музея в знак памяти.

#### Восстановительные работы
Однако часть объектов удалось спасти благодаря своевременной эвакуации. После реставрационных работ, начавшихся в 1995 году, в 1999 году снова открылись два этажа музея.
Впрочем, восстановительные работы продолжались и после открытия. Фрески, которые были повреждены из-за влажности, халатного отношения и гражданской войны, были отреставрированы в 2010—2011 годах благодаря помощи Министерства иностранных дел Италии и Итальянского бюро сотрудничества в Бейруте. Эти учреждения также финансировали восстановление всего подземного крыла на сумму, превышающую 1 млн евро. Под руководством реставратора и архитектора Джорджо Каприотти и музеографа Антонио Джаммарусти удалось восстановить Национальный музей Бейрута.
В 1999 году ливанское правительство начало масштабную кампанию по возврату предметов старины, которые были украдены или проданы во время гражданской войны.  Многие артефакты были обнаружены на складах или в частных домах, поскольку согласно ливанскому законодательству любой предмет старше 300 лет принадлежит государству.  В 2011 году реставрационная лаборатория на первом этаже была перемещена. Новый выставочный зал, названный в честь Мориса Чехаба,  главы Службы древностей Ливана и куратора Национального музея Бейрута с 1942 по 1982 год, был открыт для публики.

### Архитектура здания музея
Здание музея было спроектировано архитекторами Антуаном Нахасом и Пьером Лепренс-Ринге во французском стиле эпохи египетского возрождения и построен из ливанского охристого известняка. Центральный блок здания покрыт стеклянной крышей над мезонином, что позволяет поступать естественному верхнему свету.
Вся территория составляет примерно 5 500 квадратных метров, а общая площадь выставочного зала составляет 6 000 квадратных метров. Непосредственно примыкающие к музею пристройки и административные помещения занимают около 1000 квадратных метров.

### Коллекция музея
В 2016 году после длительных реставрационных работ Национальный музей Бейрута снова стал выдающимся центром истории и археологии Ливана.
В настоящее время выставлено 1300 экспонатов из коллекции музея, насчитывающей около 100 000 предметов. Экспонаты музея следуют хронологической цепи, начиная с предыстории и заканчивая османской эрой. Маршрут начинается на первом этаже, где выставлены 83 крупных объекта, в том числе саркофаги, мозаичные статуи и рельефы. На верхнем этаже представлены 1243 артефакта малого и среднего размера, расположенные в хронологическом порядке и по темам в современных витринах с мягким освещением и увеличительными стеклами, которые подчеркивают эстетический аспект артефактов.
Особое место в коллекции занимают артефакты финикийского времени. Наиболее значимыми экспонатами являются 31 финикийский антропоморфный саркофаг из коллекции Форда, найденных вблизи древнего Сидона (датируются V веком до н. э.), фреска с изображением Марии, матери Иисуса, датируемая около  240 года н.э., которая считается одним из старейших обнаруженных изображений Марии в мире, саркофаг финикийского царя Ахирама, гробница II века, 3 хорошо сохранившиеся мумии маронитов XIII века из пещеры Асси-эль-Хадат в долине Кадиша.

## Галерея
- Главный холл
- Статуя
- Артефакты, выставленные в музее
- Древние надгробия
- Интерьер музея
- Саркофаг царя Ахирама